# Коновалова (Василівський район)
Конова́лова — село в Україні, у Василівській міській громаді Василівського району Запорізької області. Населення становить 45 осіб. До 2020 орган місцевого самоврядування — Широківська сільська рада.

## Географія
Село Коновалова розташоване в урочищі Кислецьке, за 1,5 км від села Долинка та за 29 км від районного центру.

## Історія
Село засноване 1926 року.
12 червня 2020 року, відповідно до Розпорядження Кабінету Міністрів України від № 713-р «Про визначення адміністративних центрів та затвердження територій територіальних громад Запорізької області», увійшло до складу Василівської міської громади.
19 липня 2020 року, в результаті адміністративно-територіальної реформи та ліквідації колишнього Василівського району (1923—2020), село увійшло до складу новоутвореного Василівського району.

## Відома особа
В селі похований батько патріарха Філарета — Антон Денисенко, який загинув 24 вересня 1943 року за звільнення села  від німецько-фашистських окупантів в ході битви за Дніпро.